# アホロートル (お笑いコンビ)
アホロートル（Axolotl）は、太田プロダクションに所属する日本の男女お笑いコンビ。2017年4月、コンビ結成。略称は「アホ」「アホロ」。

## メンバー
林廉（はやし れん、1993年〈平成5年〉2月16日 - ）（32歳）
アホロートル社員兼社長。立ち位置は向かって右。
男性。164.2cm、76kg。血液型不明。
愛知県出身。愛知県立大学日本文化学部卒業。
特技はギター、ベース演奏。
趣味は音楽鑑賞（邦楽ロック、特にチャットモンチー）、散歩、ボディビル鑑賞。
好きな作品は古畑任三郎、金田一耕助シリーズ。
好きな場所は団地。
安田遥香（やすだ はるか、1996年〈平成8年〉6月19日 - ）（29歳）
ボケ担当。立ち位置は向かって左。
女性。149.7cm、38kg。血液型不明。
愛知県出身。南山中学校、南山高等学校、名古屋大学法学部卒業。
特技は英会話、洋楽の完璧な歌唱。
趣味は音楽鑑賞（エレクトロロック）、晩酌。

## 略歴
ともに愛知県出身。安田は中学時代、NHK名古屋放送局制作のテレビドラマ『中学生日記』に出演したことがある。
2016年4月、2人は太田プロエンタテイメント学院名古屋校5期生として入学。入学当時、林はフリーター、安田は大学生だった。林はもう一人の同期、甲斐貴統（のりよし）とお笑いコンビ「高カロリー芸人うなカルビ〜」として、安田はピン芸人として活動した。2017年3月、同校を卒業。
2017年4月、コンビを解消していた林と安田でお笑いコンビ「アホロートル」を結成。名古屋在住芸人として活動する。芸風は主にコントだが、漫才でM-1グランプリに出場することもある。
2019年末から2022年の間、新型コロナウイルス感染症の拡大による「緊急事態宣言及びまん延防止等重点措置」で活動が制限される。出演するライブやイベント等が激減し、廃業する芸人仲間もいたが芸能活動を辞める考えはなく、コロナ禍により経営危機に陥ったライブハウス「長者町raBBit」のクラウドファンディングや動画配信にも参加する。
2020年、安田は大学を卒業し銀行に就職するが、紙幣の勘定ができず同年で退職し芸人専業となる。
2021年6月、ABCテレビ主催の「カーネクスト presents 第42回ABCお笑いグランプリ」で最終予選に進出。同年11月、「OBU-1 グランプリ2021 with メディアス」では決勝に進出した。
2023年9月、活動拠点を東京に移す。

## 出演

### ライブ
- 太田プロJr.ライブ in 名古屋（名鉄ニューグランドホテル）
  - Part.11（2017年3月19日） - 「アホロートル」結成前。林はお笑いコンビ「高カロリー芸人うなカルビ〜」として出演。[9]
  - Part.14 N2（2017年12月9日、名古屋文理大学文化フォーラム）[19]
  - Part.15 N2（2018年3月25日）[20]
  - Part.16 N2（2018年7月1日）[21]
  - Part.17 N1（2018年11月4日） - 優勝[22][23]
  - Part.18 N1（2019年3月9日） - 司会[24]
- 太田プロJr.ライブ（関交協ハーモニックホール）
  - G5（2019年1月27日）[25]
  - G5（2019年10月27日）[26]
  - G5（2020年1月26日）[27]
  - G6（2023年9月24日）[28]
  - G5（2023年10月29日）[29]
- 金山CLUB SARU
  - 太田プロ名古屋 金山JET vol.2（2017年6月21日）[30]
  - 笑猿トレジャーバトル（2017年 - 2019年） - 第28回大会優勝[31]
- 長者町raBBit（2018年5月 - 2023年9月）[32]
  - アホロートルのトーク
  - 大喜利友の会（林）
  - ナゴユニ - 司会（林）
  - モテたい二人（林）
  - ヤクシジアホロ
  - 笑いに飢えたアオハルたち（安田）
- 大須演芸場
  - 笑猿GRAND PRIX2019（2019年12月27日）[31]
- 池下シアターココ（2020年 - 2023年9月）
  - ホリンピックβ[33]
  - 漫才三昧[33]
  - アホロートルのネタ!!!（2021年4月15日）[34]
    - - ネタタ!!!（2022年4月9日）[35]
    - - ネタタタ!!!!（2022年6月18日）[36]
    - - ネタタタタ!!!!!（2022年8月13日）[37]
    - - ネタタタタタ!!!!!!（2022年10月15日）[38]
    - - ネタタタタタタ!!!!!!!（2022年11月5日）[39]

### ラジオ
- ワンチャンマイク（2019年10月 - 2020年3月、CBCラジオ） - パーソナリティ[1]
- オタメシ（2020年4月 - 2020年5月、CBCラジオ） - パーソナリティ[1]
- ゆるよる（CBCラジオ） - パーソナリティ[1]
  - 火曜日担当（2020年11月 - 2021年3月）
  - 水曜日担当（2021年10月 - ）
- ドラ魂ワイド（2021年7月 - 2021年8月、CBCラジオ） - パーソナリティ[1]
- 大前りょうすけのちょいバズ!（2021年9月11日、CBCラジオ） - パーソナリティ（大前りょうすけの代役出演）[40][41]
- 近藤大ちゃんの あおいと!縁ラジオ（2022年4月 - 、CBCラジオ） - アシスタント（安田）[42]
- 酒井直斗のラジノート（2022年7月20日、CBCラジオ） - パーソナリティ（酒井直斗の代役出演）[43][44]
- しろくじちゃんが寝る前にほめるラジオ（2022年10月 - 2023年3月、CBCラジオ） - パーソナリティ[1]
  - しろくじちゃんとアホロートルが寝る前にほめるラジオ（2023年4月 - 、毎週月曜日、CBCラジオ） - パーソナリティ[1]
  - しろくじちゃんとアホロートルが昼下がりにほめるラジオ（2023年4月 - 、毎週月 - 木曜日、CBCラジオ「北野誠のズバリ」内） - パーソナリティ [1][45]
- 土田晃之 日曜のへそ（2022年11月6日、ニッポン放送） - ゲスト（安田）[46]

### テレビ
- 中学生日記（2010年・2011年、NHK名古屋放送局） - 「アホロートル」結成前（安田）[7][8]
- 情報ステーションはちまるまる（2020年1月9日、テレビ愛知） - 「朝グル！」コーナー出演[47][48]
- お宝ちゃん（2020年10月 - 2022年3月、テレビ愛知） - レポーター（安田）[1]
- うまい!の極み（2021年11月 - 2023年9月、CBCテレビ） - レポーター（安田）[49]

### 映画
- 同朋大学プレゼンツ4STORIES「こまち」（2018年、同朋大学映像文化専攻） - 藤原小町（安田、主演）[50][51]